# 老挝皇家政府

1975年老挝皇家政府标志

1947年以来，老挝王国一直由老挝皇家政府统治，直到1975年12月被共产党夺取政权，老挝人民民主共和国宣告成立后才步入灭亡。 1953年，《法国-老挝条约》赋予了老挝完全的独立性，在接下来的几年里，以梭发那·富马亲王领导下的中立派、文翁·纳占巴塞亲王领导下的右翼、苏发努冯亲王领导下的左翼团体老挝爱国阵线的成员凯山·丰威汉进行竞争。在这一时期，各阵营为建立联合政府进行了许多不成功的尝试。

## 著名老挝皇家政府成员
皇家老挝政府其他成员包括：
- 苏潘·塔朗西王子 - 王室秘书长和国王兄弟
- 博沃·内瓦塔纳王子 - 前任省长和国王同父异母兄弟
- 通苏王子 - 王室议长和国王同父异母兄弟
- 苏巴旺王子 - 前省长兼部长
- 杜立雅·李峰 - 电信部副部长
- 冯方·萨万  内政部长

## 第一联合政府
第一联合政府是在1957年的万象协定基础上建立。 这个联合政府一直持续至1958年。

## 第二联合政府
第二联合政府成立与1962年，是《关于老挝中立宣言的议定书》中的一个条件。 保皇党在琅南塔之战中战败，并削弱了他们的谈判地位，以迫使他们同意加入联盟成立联合政府。

## 后续
1975年，共产党接管了老挝皇家政府并杀害了皇家政府成员，其中包括： 
- 西萨旺·瓦达纳国王
- 坎普·冯女王
- 冯·沙旺王储，及其其他前政府官员、公务员和那些被怀疑协助反共的政府人士。[5]

## 参阅
- 1945年以来老挝历史
- 王宝